# Big Land
Big Land este o companie agricolă din România, înființată în anul 2002.
Este deținută de omul de afaceri Florin Stoian și de familia acestuia.
Compania lucrează pe 800 de hectare de teren și este una dintre cele mai mari afaceri din domeniul producției de legume din România, producând în principal cartofi, țelină și morcovi.
Cifra de afaceri în 2010: 4 milioane euro